# Нобутоши Канеда
Нобутоши Канеда (јап. 金田 喜稔; 16. фебруар 1958) јапански је фудбалер.

## Каријера
Током каријере је играо за Нисан.

## Репрезентација
За репрезентацију Јапана дебитовао је 1977. године. За тај тим је одиграо 58 утакмица и постигао 6 голова.

## Статистика
| Јапан  | Јапан   | Јапан  |
| Година | Наступи | Голови |
| ------ | ------- | ------ |
| 1977.  | 1       | 1      |
| 1978.  | 14      | 0      |
| 1979.  | 3       | 0      |
| 1980.  | 12      | 2      |
| 1981.  | 6       | 0      |
| 1982.  | 8       | 0      |
| 1983.  | 8       | 2      |
| 1984.  | 6       | 1      |
| Укупно | 58      | 6      |